# Kia Cadenza
Kia Cadenza – samochód osobowy klasy wyższej produkowany pod południowokoreańską marką Kia w latach 2009–2021.

## Pierwsza generacja

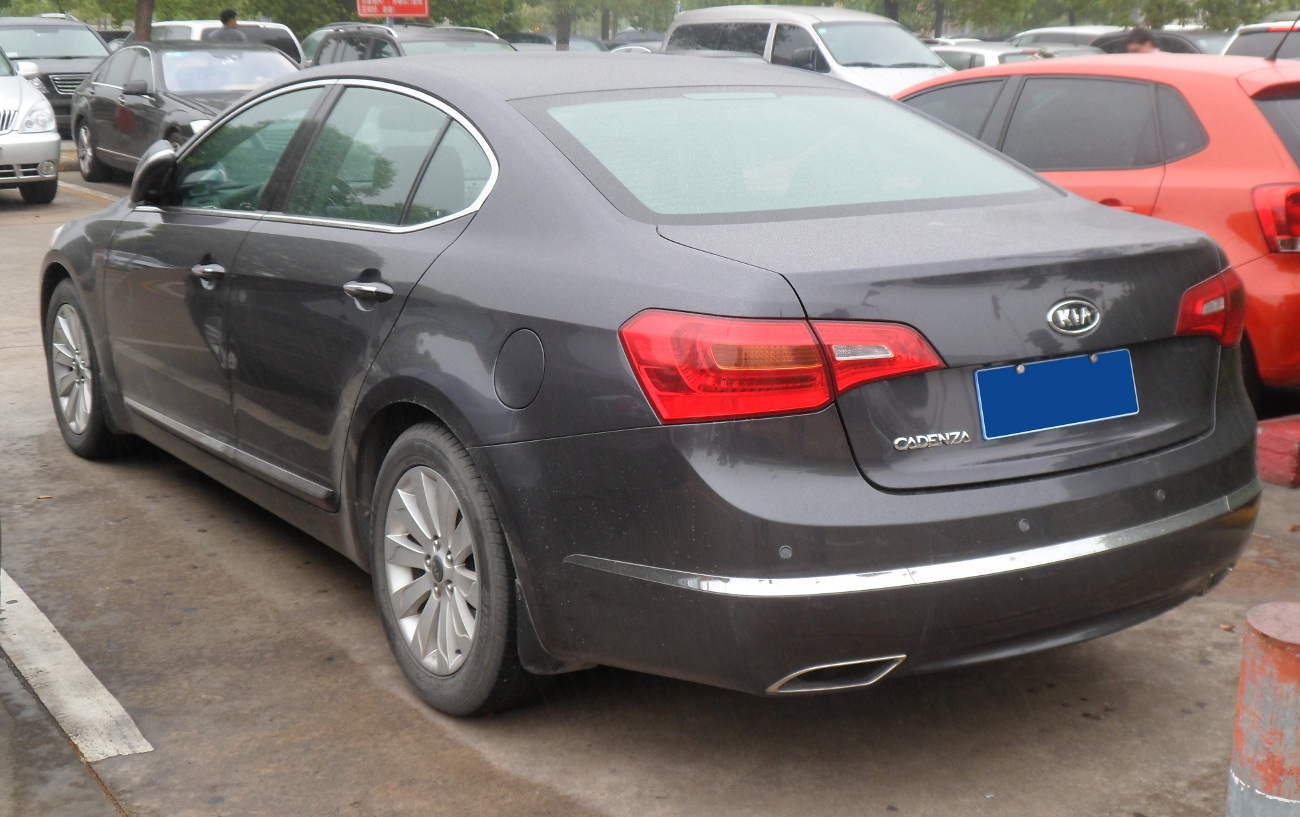
Kia Cadenza I - tył

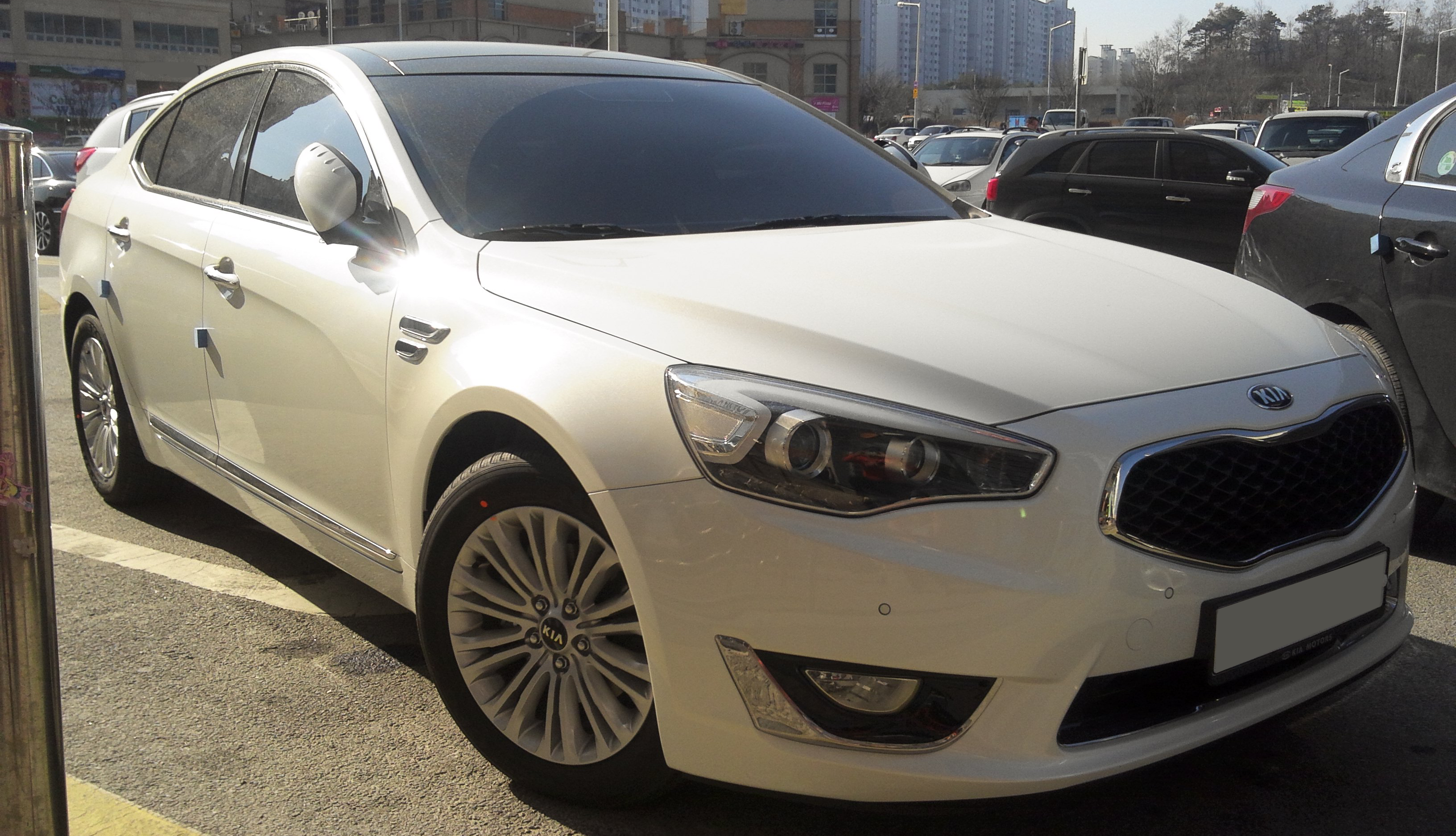
Kia Cadenza I po liftingu

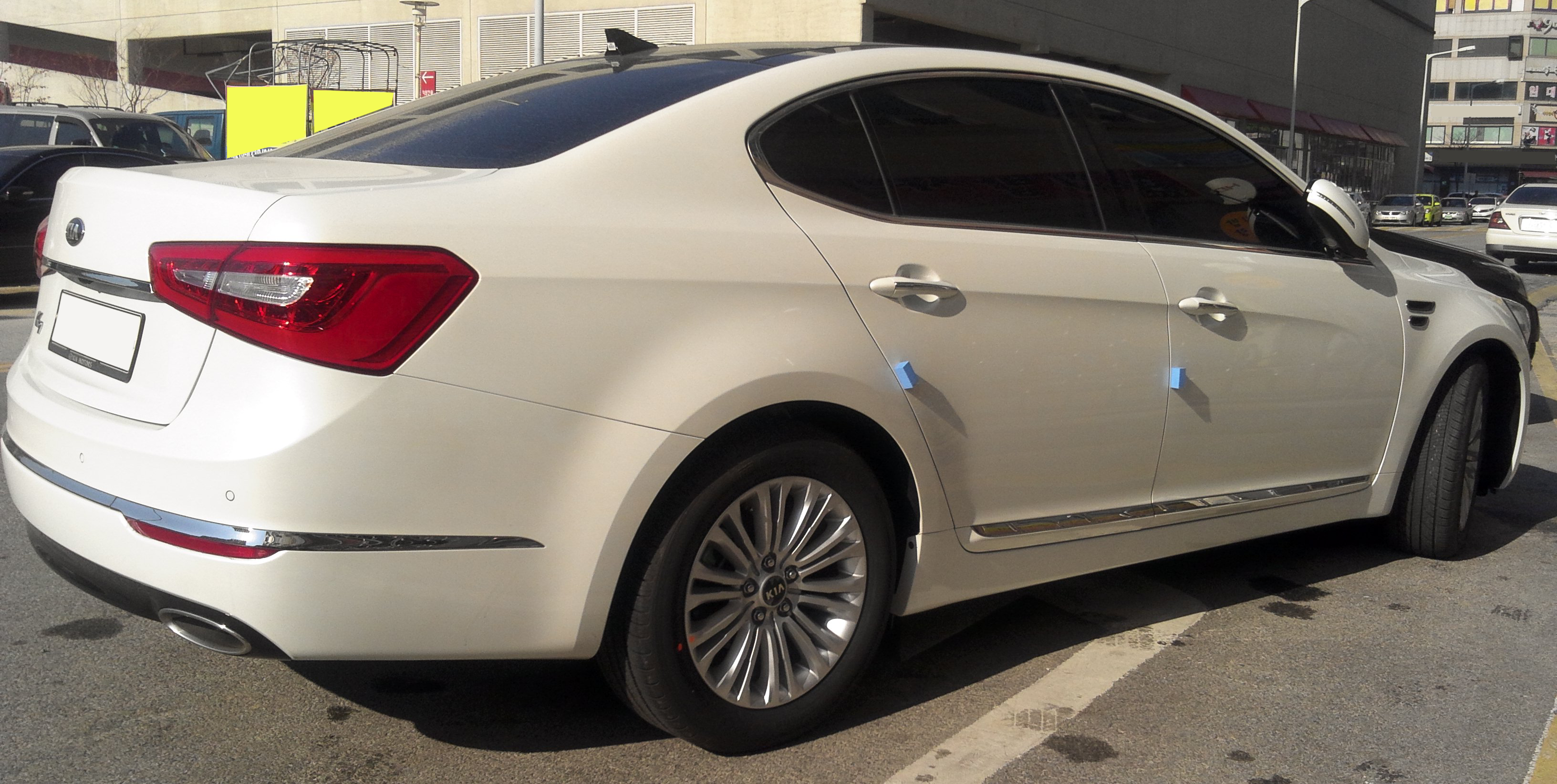
Kia Cadenza I po liftingu - tył

Kia Cadenza I została zaprezentowana po raz pierwszy w 2009 roku.
Studyjną zapowiedzią nowej limuzyny klasy wyższej konstrukcji Kii był prototyp Kia VG Concept, który został przedstawiony podczas salonu samochodowego w Seulu w marcu 2009 roku.
Produkcyjny wariant pod nazwą Kia Cadenza I miał swój globalny debiut pół roku później, trafiając na rynek jako następca mało popularnego modelu Opirus.
W stosunku do kontrowersyjnie stylizowanego poprzednika, pojazd utrzymano w nowym języku stylistycznym autorstwa ówczesnego szefa działu projektowego Kii, Petera Schreyera, charakteryzując się smukłą sylwetką z agresywnie stylizowanymi reflektorami, dużą trapezoidalną atrapą chłodnicy i licznymi chromowanymi akcnetami.
W zależności od wybranej wersji wyposażeniowej, samochód wyposażyć może było m.in. w system ABS, komplet poduszek powietrznych, elektryczne sterowanie szyb, elektryczne sterowanie lusterek, wielofunkcyjną kierownicę, światła przeciwmgłowe, system nawigacji satelitarnej, dwustrefową klimatyzację automatyczną, skórzaną tapicerkę oraz system Start&Stop.

### Lifting
W lipcu 2014 roku Kia Cadenza pierwszej generacji przeszła obszerną restylizację. Zmieniony został m.in. pas przedni pojazdu z nowymi, bardziej agresywnie stylizowanymi reflektorami, a także nadano bardziej obły kształt atrapie chłodnicy i ścięte krawędzie tylnym lampom. Ponadto, do listy wyposażenia dodano regulowane w ośmiu płaszczyznach fotele przednie oraz system monitorowania martwego punktu.

### Sprzedaż
Choć Kia Cadenza została opracowana jako samochód globalny, to w gronie rynków zbytu w przeciwieństwie do poprzedzającego modelu Opirus nie uwzględniono już Europy.  Samochód trafił do sprzedaży m.in. w Stanach Zjednoczonych, Rosji, Kazachstanie, Chile, Brazylii, Chinach czy na Bliskim Wschodzie. 
Dodatkowo, na rodzimym rynku południowokoreańskim limuzyna nosiła nazwę Kia K7, wprowadzając do użytku jako pierwsza nowy porządek alfanumeryczny, który w kolejnych latach zaadaptowały także sedany modele w lokalnej ofercie.

### Silniki
- R4 2.4l Theta II GDI 201 KM
- V6 2.7l Mu 202 KM
- V6 3.0l Lambda GDI 270 KM
- V6 3.3l Lambda GDI 294 KM
- V6 3.5l Lambda 286 KM

## Druga generacja

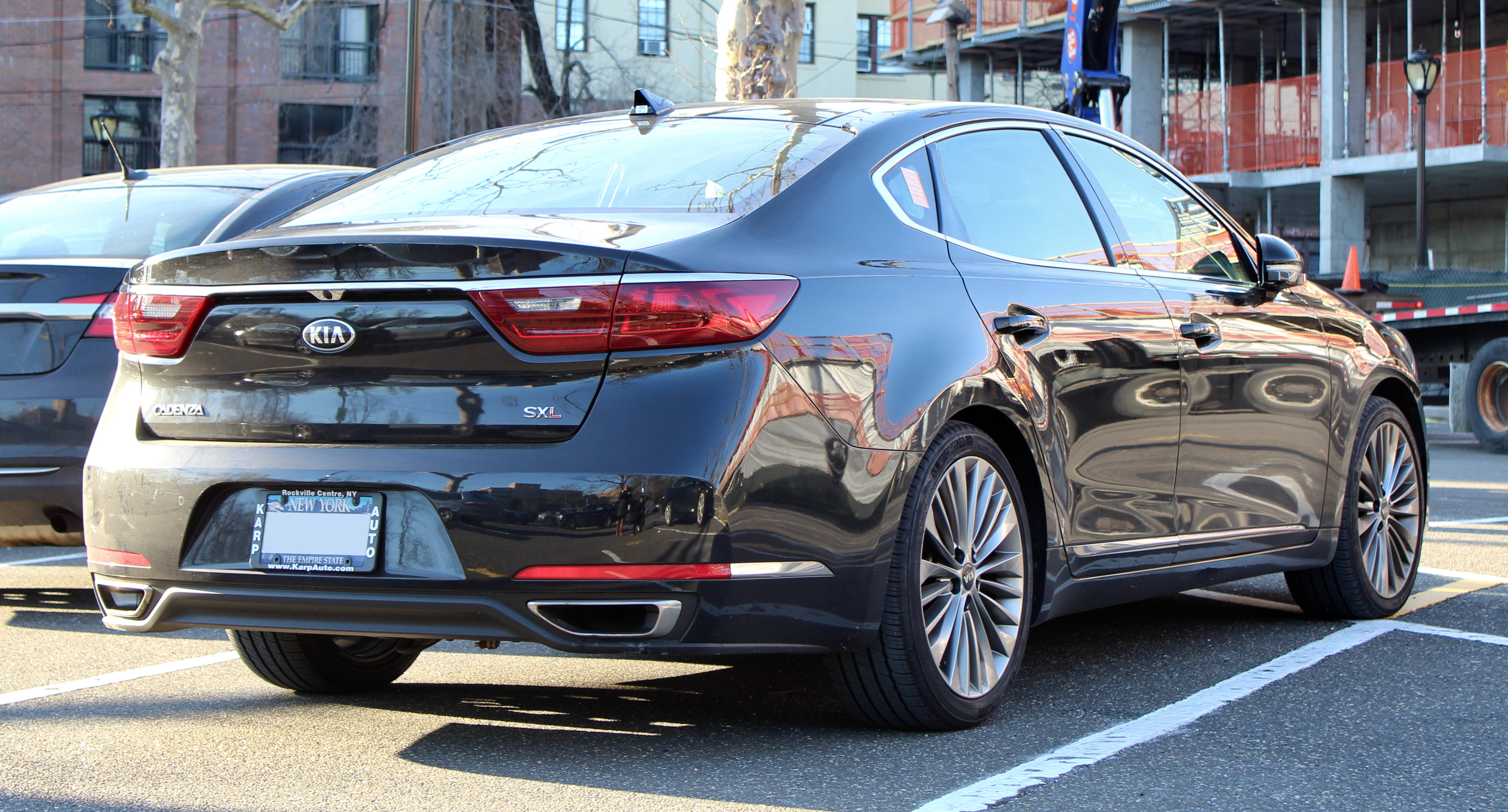
Kia Cadenza II - tył

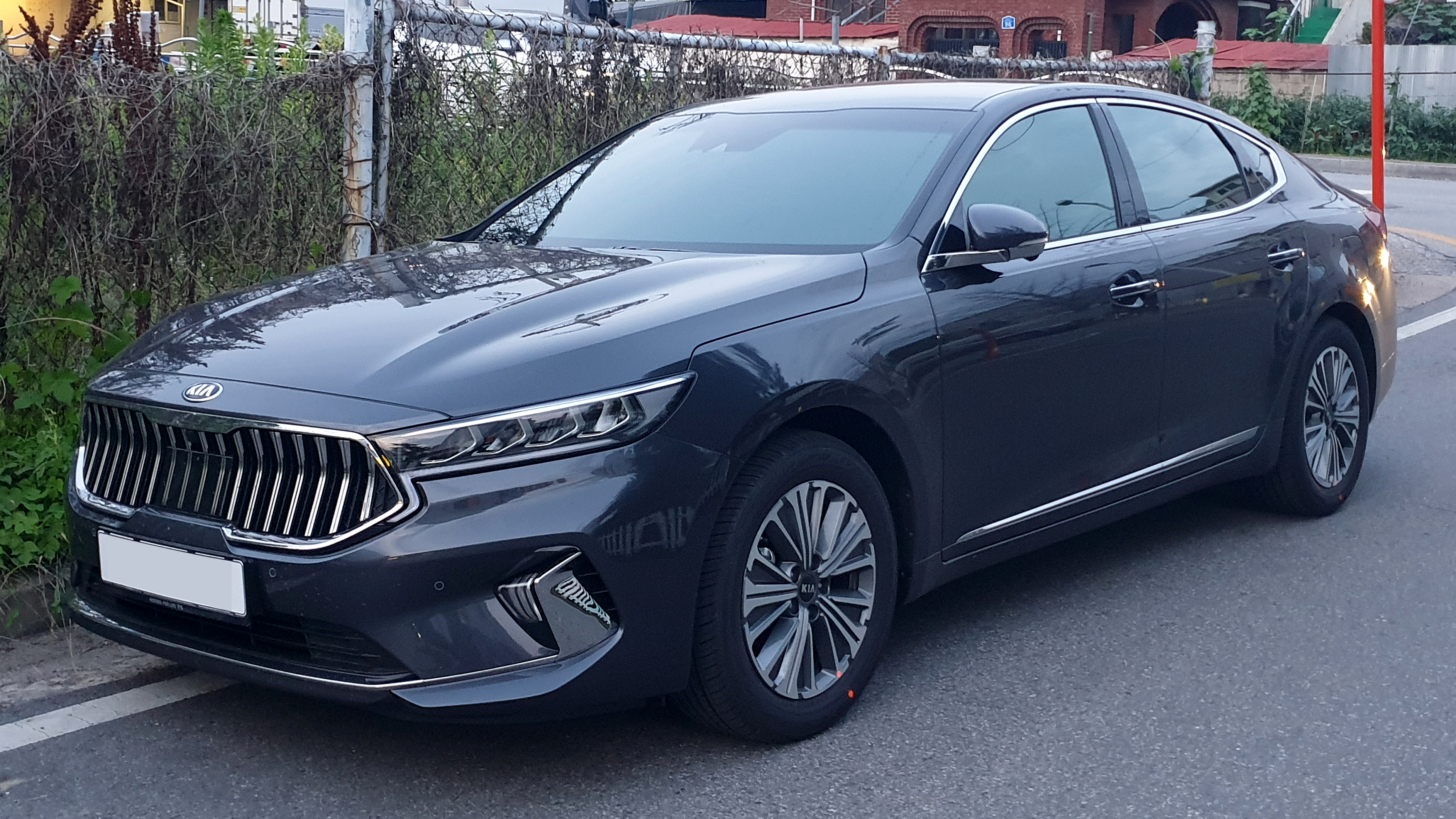
Kia Cadenza II po liftingu

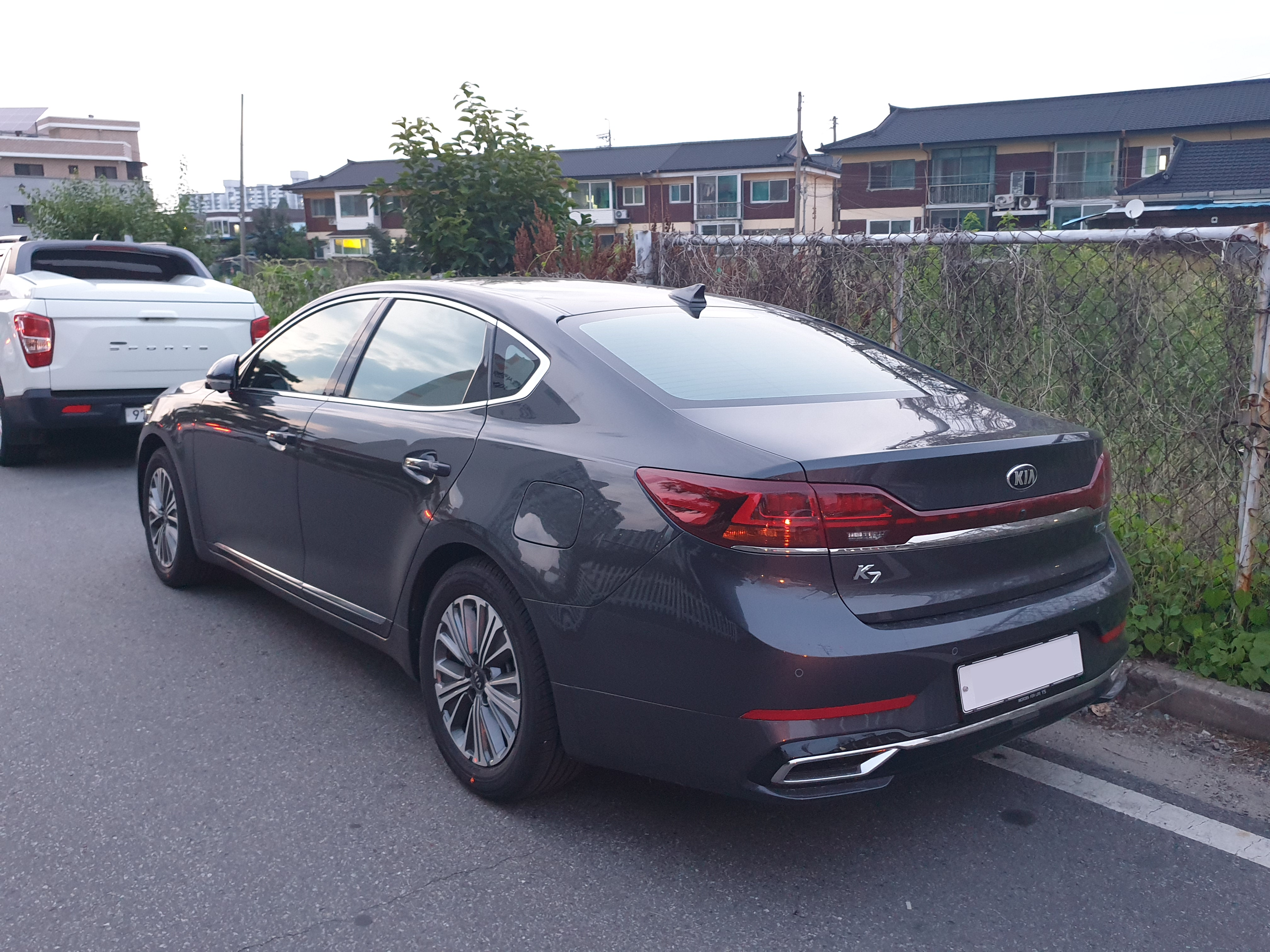
Kia Cadenza II - tył po liftingu

Kia Cadenza II została zaprezentowana po raz pierwszy w 2016 roku.
Druga generacja Cadenzy przeszła obszerną metamorfozę w stosunku do poprzednika. Przedstawiony w styczniu, a debiutujący podczas kwietniowego salonu samochodowego w Nowym Jorku samochód zyskał bardziej agresywną stylizację przedniej części nadwozia, a także większą, chromowaną atrapę chłodnicy i charakterystyczny układ diod LED do jazdy dziennej w strukturze poczwórnych soczewek w zderzaku. Projekt nadwozia powstał w kalifornijskim biurze Kii.
Linia nadwozia została wzbogacona o dodatkowe okienko za tylnymi drzwiami, z kolei tył pojazdu przyozdobiła biegnąca przez całą szerokość nadwozia chromowana listwa. Nadwozie drugiego wcielenia limuzyny stało się o 35% sztywniejsze w porównaniu do poprzedniej generacji Cadenzy.
W kabinie pasażerskiej producent zastosował większy ekran systemu multimedialnego oferujący łączność z systemami Apple CarPlay i Android Auto, a także 12-głośnikowy system nagłośnieniowy Harman & Kardon, indukcyjną ładowarkę i udoskonalone systemy bezpieczeństwa. W zależności od wersji, samochó∂ wyposażono m.in. w system ABS, elektryczne sterowanie szyb, elektryczne sterowanie lusterek, wielofunkcyjną kierownicę, system multimedialny UVO z dużym ekranem dotykowym, indukcyjną ładowarkę do telefonu, system audio firmy Harman&Kardon, a także dwustrefową klimatyzację automatyczną, światła przeciwmgłowe oraz skórzaną tapicerkę. Opcjonalnie K7 wyposażyć można było także m.in. w napęd na cztery koła, system monitorowania sytuacji wokół nadwozia za pomocą kamer, aktywny tempomat oraz czterostrefową klimatyzację.

### Lifting
W czerwcu 2019 roku Kia Cadenza drugiej generacji przeszła obszerną restylizację nadwozia. Pas przedni zyskał większą atrapę chłodnicy, a także węższe, bardziej agresywnie stylizowane reflektory. Tylna część nadwozia zyskała niżej umieszczoną chromowaną poprzeczkę, a także przemodelowane lampy połączone ze sobą świetlistym pasem. Duże zmiany przeszła kabina pasażerska, gdzie pojawił się zupełnie nowy projekt deski rozdzielczej. Zastosowano znany z mniejszych modeli poziomy układ przyrządów, z pasem klimatyzacji, wąskim pasem nawiewów oraz znajdującym się najwyżej znacznie większym ekranem systemu multimedialnego o przekątnej 12,3-cala. 

### Sprzedaż
Podobnie jak poprzednik, Kia Cadenza drugiej generacji trafiła do sprzedaży na licznych globalnych rynkach jak m.in. Ameryka Północna, Ameryka Południowa, Bliski Wschód, Rosja czy Kazachstan. Ponadto, w rodzimej Korei Południowej pojazd ponownie przyjął nazwę Kia K7.
Koniec produkcji drugiej generacji limuzyny, zarówno pod nazwami Cadenza jak i K7, miał miejsce w 2021 roku w związku z debiutem nowego, bardziej luksusowego następcy o nowej nazwie, Kia K8.

### Silniki
- R4 2.4l Theta II GDI
- V6 3.0l Lambda II GDI
- V6 3.3l Lambda II GDI 294 KM
- V6 3.3l Lambda II MPI 294 KM
- R4 2.2l E-VGT CRDi